# Comuna 16 (Bucaramanga)
La Comuna 16 o Lagos del Cacique es una división territorial urbana de la ciudad de Bucaramanga, en Colombia.

## División administrativa
La comuna se encuentra formada por los barrios: Lagos del Cacique.
También incluye las urbanizaciones: Santa Bárbara, Quinta del Cacique, Palmeras del Cacique, Altos del Cacique, Altos del Lago, y la sede de la Universidad de Santander - UDES.